# József Romhányi
József Romhányi (ur. 8 marca 1921 w Nagytétény, zm. 7 maja 1983 w Budapeszcie) – węgierski pisarz, poeta, tłumacz i scenarzysta.
Był tłumaczem librett, sporządził przekład Kotów opartych na wierszach autorstwa T.S. Eliota. Tworzył również teksty do utworów operowych, m.in. Báthory Zsigmond (1960, Zoltán Horusitzky) i Muzsikus Péter (1963, György Ránki). Był także scenarzystą i dialogistą seriali animowanych – cyklu Mézga család i Kérem a következőt (Dr. Bubó) oraz tłumaczem kreskówek zagranicznych (m.in. Flintstonów).
W 1983 r. ukazał się jego tomik poezji pt. Szamárfül. W tym samym roku otrzymał tytuł honorowy zasłużonego artysty (érdemes művész).